# Nogopterium beyrichianum
Nogopterium beyrichianum là một loài Rêu trong họ Leucodontaceae. Loài này được (Hampe) Crosby & W.R. Buck mô tả khoa học đầu tiên năm 2011.